# Église de Viekijärvi
L'église de Viekijärvi (en finnois : Viekijärven kirkko) est une église située à Lieksa en Finlande.

## Description
L'édifice en bois est conçue par A.E. Ollilainen à partir des plans de l'église de Kurkijoki conçus par Frans Anatolius Sjöström.
L'église peut accueillir 1000 personnes.
L'église de Viekijärvi est située à la frontière entre Lieksa et Nurmes à 25 km du centre de Lieksa.